# バシャール・アブドゥッラー
バシャール・アブドゥッラー（Bashar Abdullah 、1977年10月12日 - ）はクウェートの元サッカー選手。元同国代表。2013年に引退。
クウェート代表では134試合75得点という記録を持つ。最も有名なクウェートのサッカー選手である。

## 所属クラブ
- アル・サールミーヤSC 1996-1998
- アル・ヒラル 1998-1999
- アル・サールミーヤSC 1999-2002
- アル・ラーヤンSC 2002
- アル・サールミーヤSC 2002-2003
- アル・アインFC 2003-2004
- アル・クウェートSC 2004-2005
- アル・サールミーヤSC 2005-2010
- アル・クウェートSC 2010-2013